# Красное знамя

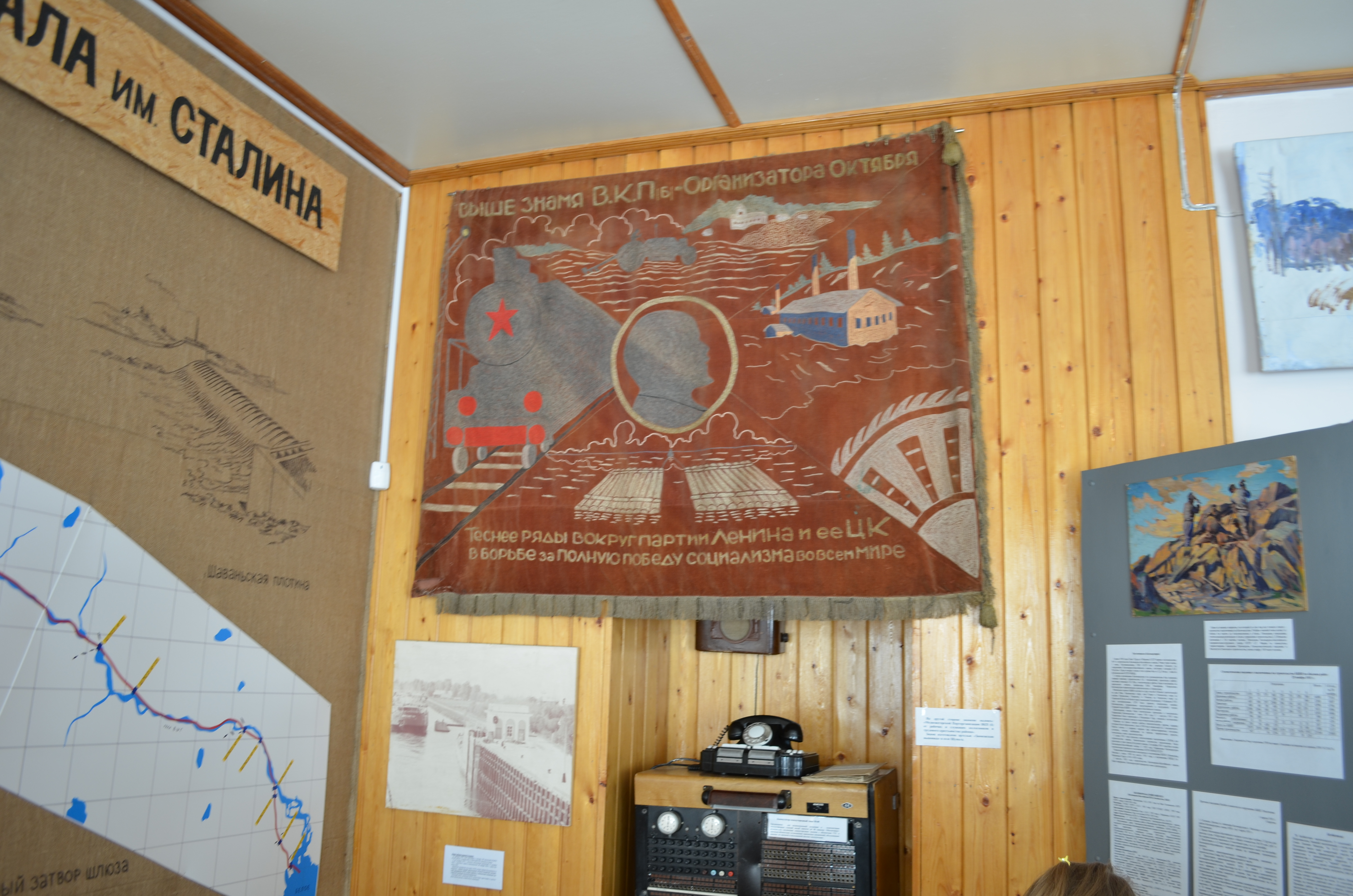
Переходящее трудовое красное знамя ББК

Кра́сное зна́мя — один из символов революционной борьбы.
Красное знамя активно использовалось в геральдике и наградной системе Союза ССР и других социалистических государств. Название «Красное знамя» носит ряд песен социалистического и рабочего движения, включая итальянскую Bandiera Rossa и гимн британской Лейбористской партии The Red Flag. Die Rote Fahne (с нем. «Красное знамя»), название, с 1918 года по 1945 год центрального печатного органа Коммунистической партии Германии.

## История
Символом революционной освободительной борьбы угнетённых классов Красное знамя стало ещё в средние века. 
В 778—779 гг. возникло большое крестьянское движение в Гургане, входившем в Аббасидский халифат. Его участники известны под названием сурх алем — «краснознамённых». Это едва ли не первое в мировой истории использование красного знамени как символа восстания народа против угнетателей.
Под ним проходили крестьянская война в Германии XVI века, Великая французская революция, Парижское восстание 1832 года. Наконец, Красное знамя было поднято Парижской коммуной в 1871 году, а в Российской империи под ним свершались революции 1905 и 1917 годов.

## В символике
Красное знамя легло в основу государственного флага СССР и являлось символом Красной армии. Знамя также упоминается в последних строках государственного гимна СССР версии 1977 года:
...И Красному знамени славной Отчизны

Мы будем всегда беззаветно верны!
Название «Красное знамя» носили газеты и предприятия.
С появлением новых социалистических стран Красное знамя стало применяться в их символике (см. флаг Вьетнама, флаг Китайской Народной Республики)

## В наградной системе

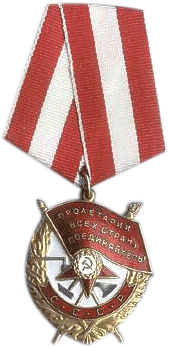
Орден Красного Знамени (СССР)

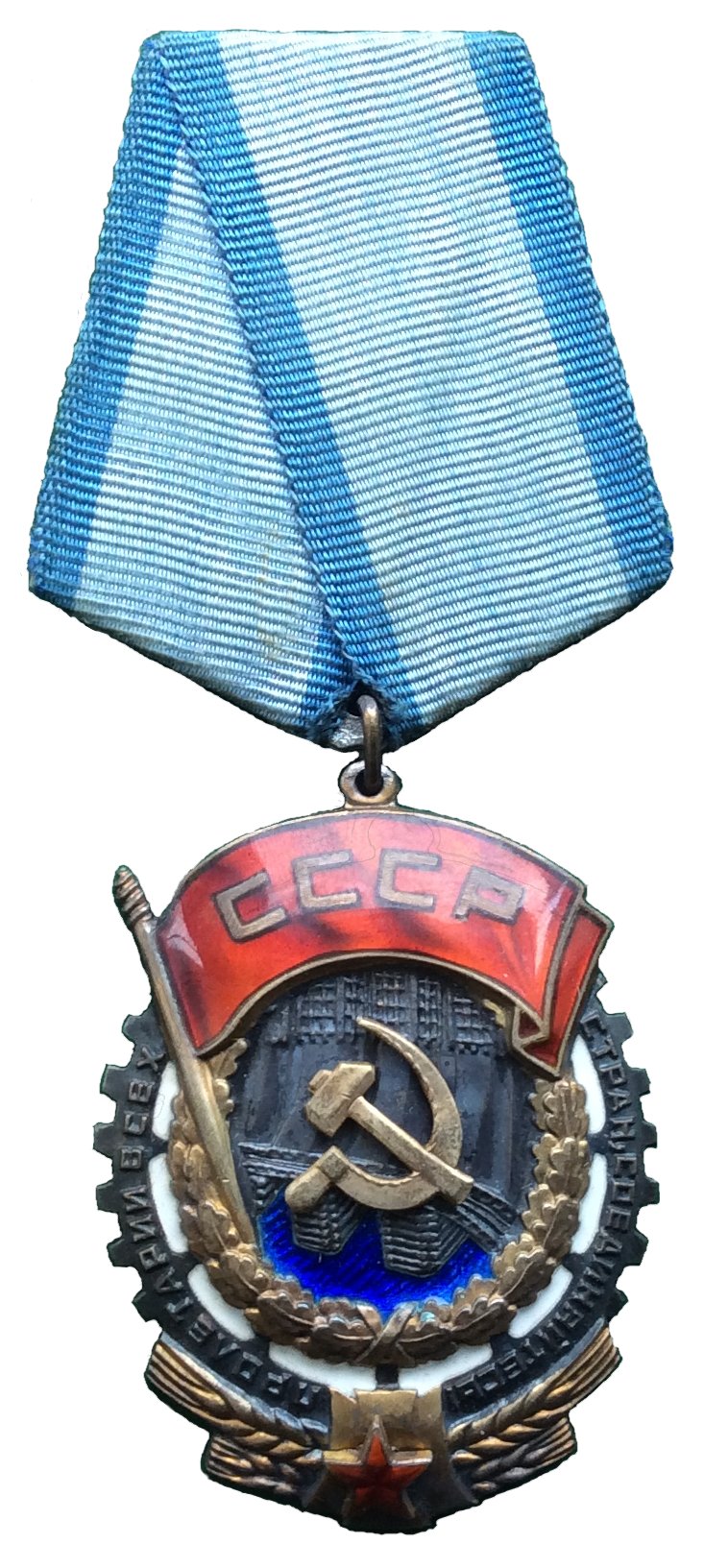
Орден Трудового Красного Знамени (СССР)

В СССР одним из первых знаков отличия стало Почётное революционное Красное Знамя (официально утверждённое в качестве государственной награды 3 августа 1918 года приказом наркомата по военным делам РСФСР), 16 сентября 1918 года был учреждён Орден Красного Знамени (первый советский орден, до 1930 года остававшийся высшим орденом в наградной системе СССР). 7 ноября 1928 года был учреждён орден Трудового Красного Знамени, целью которого было награждение людей и коллективов за достижения в области трудовой деятельности.
В Монгольской Народной Республике также были учреждены орден Красного Знамени и орден Трудового Красного Знамени.
В Народной Республике Болгарии существовали орден «Красное Знамя», орден «Красное Знамя Труда» (учреждены 13 декабря 1950 года) и знак «Червено знаме» ДСО.
В Венгерской Народной Республике орден Красного Знамени и орден Трудового Красного Знамени были учреждены в 1953 году.
В ЧССР орден Красного Знамени и орден Трудового Красного Знамени были учреждены в 1955 году.

### Переходящие знамёна
В СССР переходящие Красные знамёна являлись одной из форм поощрения победителей социалистических соревнований. Подобные знамёна могли учреждаться на различных уровнях, начиная от Совета Министров СССР для Всесоюзных соцсоревнований и заканчивая отдельными формированиями, предприятиями и колхозами для награждения коллективов цехов, бригад — победителей внутреннего соревнования. Обычно вручение знамени сопровождалось денежными премиями победителям.
Подобная практика существовала и в некоторых других социалистических государствах.
- в Китайской Народной Республике Красным знаменем с вышитым иероглифами изречением "Прилежное учение и упорный труд" награждали передовые школы (так, 1 октября 1962 года, в 13-ю годовщину образования КНР таким знаменем была награждена Яньшанская средняя школа, по результатам пяти лет работы в 1957-1962 гг. вошедшая в число лучших сельских школ страны - помимо освоения общеобразовательной программы, её ученики обучались растениеводству и научились выращивать с использованием передовых сельскохозяйственных технологий рекордные для уезда урожаи риса и китайской капусты)[5]
- в Республике Куба переходящее Красное знамя является наградой для трудовых коллективов, предприятий и организаций, которую за производственные достижения вручает Профсоюзный центр трудящихся Кубы. Представляет собой прямоугольное знамя красного цвета с пятиконечной звездой в центре и надписью белыми буквами «Colectivo Vanguardia Nacional»[6].